# Giacomo Battiato
Giacomo Battiato (Zevio, 18 ottobre 1943) è un regista, sceneggiatore e scrittore italiano.

## Biografia
Redattore letterario, nel 1967 pubblica una Antologia della letteratura e poesia del Decadentismo per la casa editrice Mazzotta.
Regista per il cinema e la televisione, firma anche la regia di opere liriche. Con la miniserie TV Il marsigliese (1975), vince il premio Chianciano "Migliore regia" e premio Cattolica "Miglior giallo". Il cugino americano (1986), vince il premio per il "Miglior film televisivo" alla 43ª Mostra internazionale del cinema di Venezia. Nel 1993 ha ricevuto il "Prix Unesco" al Festival Internazionale del film d'arte a Parigi.
Ha diretto anche due stagioni della fiction La piovra (1997 e 1998). Nell'anno di studi 1998/1999 ha tenuto il corso di regia al Centro sperimentale di cinematografia.
Con il film Resolution 819 ha vinto, il Marco Aurelio d'oro/Premio del pubblico al Festival internazionale del film di Roma 2008; il premio dei giovani al Festival di Amnesty International "Movies that Matter"; ha ricevuto a Cannes il premio Chalais; ed è stato insignito dell'Alloro d'oro, premio del Senato francese. Ha diretto film pubblicitari e documentari vincendo tra l'altro: l'One Show Gold Award dell'Art Directors Club di New York, l'Andy Award of Excellence dall'Advertising club di New York e il Lion d'or al 20º Festival internazionale del film pubblicitario a Cannes.
Nel 2011, al suo nuovo film L'infiltrato va il Fipa d'argento come miglior film al Festival International des Programmes Audiovisuels di Biarritz e porta al giovane Mehdi Dehbi il Fipa d'oro per la miglior interpretazione maschile. Il film è candidato come miglior film drammatico agli International Emmy Awards 2012. Nel 2013 è stato nominato "Chevalier de l'Ordre des Arts et des Lettres" dal ministro della Cultura e della Comunicazione della Repubblica Francese.
Nel 2018 firma la serie TV in 8 episodi Il nome della rosa, tratta dall'omonimo romanzo di Umberto Eco.
Dopo aver vissuto 10 anni a Parigi, è rientrato in Italia nel 2017.
Giacomo Battiato nel 1996 pubblica Il suo primo romanzo, Fuori dal cielo, Marsilio Editore, che vince il premio Domenico Rea nel 1996; nello stesso anno è finalista al premio Stresa per la Narrativa; nel 1997 è premiato al "Festival del Primo Romanzo" a Torino. Nel 2000 è edito da Arnoldo Mondadori Editore il suo secondo romanzo L'amore nel palmo della mano.
Nel maggio del 2010 esce, edito da Gaffi, il suo terzo romanzo 39 colpi di pugnale.

## Filmografia

### Cinema
- Dentro la casa della vecchia signora (1973)
- Il giorno dei cristalli (1978)
- I paladini: storia d'armi e d'amori (1983)
- Stradivari (1988)
- Cronaca di un amore violato (1996)
- Resolution 819 (2008)
- L'infiltrato (2011)

### Televisione
- Il marsigliese – miniserie TV (1975)
- Un delitto perbene – miniserie TV (1977)
- Martin Eden – miniserie TV (1979)
- Colomba – miniserie TV (1982)
- Il cugino americano – miniserie TV (1986)
- Cellini - Una vita scellerata – miniserie TV (1990)
- La piovra 8 - Lo scandalo – miniserie TV (1997)
- La piovra 9 - Il patto – miniserie TV (1998)
- Il giovane Casanova – miniserie TV (2002)
- Il segreto di Thomas (Entrusted) – film TV (2003)
- Karol - Un uomo diventato papa – miniserie TV (2005)
- Karol - Un papa rimasto uomo – miniserie TV (2006)
- Max e Hélène – film TV (2015)
- Il nome della rosa – serie TV (2019)